# 河口葡萄
河口葡萄（学名：Vitis hekouensis）为葡萄科葡萄属的植物，为中国的特有植物。分布于中国大陆的广东等地，生长于海拔240米的地区，多生在沟边。
其种加词“hekouensis”意为“云南红河州河口县的”。